# Heitarō Kimura
Heitarō Kimura (木村兵太郎 Kimura Heitarō?,  28 de septiembre de 1888 - 23 de diciembre de 1948) fue un respetable general del Ejército Imperial Japonés. Fue declarado culpable de crímenes de guerra y condenado a muerte por ahorcamiento el 23 de diciembre de 1948.

## Biografía
Kimura nació en la prefectura de Saitama, al norte de Tokio, pero se crio en la prefectura de Hiroshima, que consideraba su hogar. Asistió a la escuela militar desde una edad temprana, y se graduó de la Academia Imperial del Ejército Japonés en 1908. Luego se graduó en la Academia de Guerra del Ejército en 1916 y fue comisionado en la artillería. Sirvió durante la intervención siberiana japonesa de 1918-1919 en apoyo de las fuerzas rusas blancas contra el ejército rojo bolchevique. Posteriormente fue enviado como agregado militar a Alemania.
Desde finales de la década de 1920, Kimura estuvo adscrito a la Inspección de Artillería y fue instructor en la Escuela de Artillería de Campaña. Fue seleccionado como miembro de la delegación japonesa en la Conferencia de Desarme de Londres de 1929 a 1931. A su regreso a Japón, fue ascendido a teniente coronel y se le asignó el mando del 22.º Regimiento de Artillería del IJA. De 1932 a 1934, regresó a la Escuela de Artillería de Campaña, seguida de la Escuela de Artillería de Costa como instructor.
En 1935, Kimura desempeñó por primera vez un papel influyente cerca del centro de la política japonesa cuando fue nombrado Jefe de la Sección de Control en la Oficina de Movilización Económica del Ministerio de Guerra. Al año siguiente, fue nombrado Jefe de la Oficina de Artillería. Fue ascendido al rango de mayor general en 1936. Se convirtió en teniente General en 1939, y se le asignó un comando de combate con la 32.ª División IJA en China de 1939 a 1940. De 1940 a 1941, Kimura se desempeñó como jefe de Estado Mayor del ejército de Kwantung en Manchukuo.
Kimura regresó al Ministerio de Guerra en 1941 como viceministro de Guerra, asistiendo al ministro de Guerra Hideki Tōjō en la planificación de estrategias para las campañas de la segunda guerra sino-japonesa, así como de la guerra del Pacífico. De 1943 a 1944 fue miembro del Consejo Supremo de Guerra, donde siguió ejerciendo una gran influencia en la estrategia y la política.